# Nico Couck
Nico Couck (18 december 1988) is een Belgisch klassieke en elektrische gitarist.

## Biografie
Couck studeerde bij Roland Broux aan het Koninklijk Conservatorium Antwerpen. Hij ontving prijzen van het KlaraFestival in 2012 en het Internationale Musikinstitut Darmstadt in 2014. Couck is artist in residence bij ChampdAction.
Hij werkte samen en deed de premières van componisten als Oscar Bianchi, Chaya Czernowin, Jason Eckardt, Clemens Gadenstätter, Johannes Kreidler, Stefan Prins, Eva Reiter, Simon Steen-Andersen, Serge Verstockt. Couck speelde ook onder dirigenten zoals Alain Altinoglu, Yuri Bashmet, Georges-Elie Octors, Titus Engel, Clement Power, Michel Tabachnik en Claudio Vandelli.
Sinds 2014 doceert Couck gitaar en kamermuziek aan het Koninklijk Conservatorium Antwerpen.

## Discografie
- KlaraFestival 2012, Bozar Music, 2012.[6]
- Reciprocity, ChampdAction/Recordings, 2013.[7][8]
- Wittener Tage für Neue Kammermusik 2016, Wittener Kulturforum, 2016.[9]
- Sound Chronicle of the 60th Warsaw Autumn, Polmic, 2017.[10]
- Réflexe, Lotus Open Factory, 2018.[11]
- VURT Cycle, New Focus Recordings, 2020.[12]